# Hérault (reka)
Hérault (okcitansko Erau/Eraur) je reka v južni francoski regiji Languedoc-Roussillon, dolga 160 km. Izvira v Sevenih in teče proti jugu vse do Sredozemskega morja, kamor se izliva pri kraju Agde.

## Geografija

### Porečje
- Arre
- Vis
- Lergue
- Dourbie
- Boyne
- Peyne
- Thongue

### Departmaji in kraji
Reka Hérault teče skozi naslednje departmaje in kraje:
- Gard: Valleraugue,
- Hérault: Ganges, Aniane, Gignac, Pézenas, Agde.